# Dům Zeliských
Dům Zeliských je dům čp. 76/III v centru Liberce. Stojí v blízkosti Soukenného náměstí na rohu třídy 1. máje a Hrazené ulice. Byl významným českým osvětovým centrem v době okolo vzniku samostatného Československa.

## Vzhled a poloha
Jde o typický klasicistní dům. Jednopatrová, symetricky řešená stavba, uprostřed se vstupem opatřeným kamenným ostěním elipsovitě ukončeným (přední vchod byl odstraněn při přestavbě v roce 1912). Průčelí domu dělí pilastry ukončené korintskými hlavicemi. Nad nimi je pak fronton s tympanonem zpodobňujícím Boha Všemohoucího. Sedlová střecha zaujme čtyřmi trapézovými vikýři. Vnitřní dispozice domu není symetrická, poměrně mohutné kamenné schodiště je situováno na boku (sv) směrem k Hrazené ulici a je osvětleno dvěma vitrážovanými okny. Dům je podsklepen.
Již od prvotního návrhu dům značně vystupuje z později určených regulačních čar obou ulic, oproti sousedním domům zasahuje více do vozovky. Tato skutečnost se zdůraznila v roce 1932, kdy byl sousední pozemek (směrem k nádraží) zastavěn čtyřpatrovým obytným domem čp. 103/III, který už musel regulaci dodržovat. Vznikla tak mezera a nevzhledný kout, soustavně znečišťovaný. Situaci vyřešilo až zastavění koutu přístavbou se zakulaceným nárožím, kde jsou dodnes další prostory pro maloobchod. Ve směru do Hrazené ulice je situace obdobná, rozsáhlejší jednopatrová přístavba s průjezdem do dvora z roku 1912 již musela být ustoupena od vozovky a vznikl další soustavně znečišťovaný kout u vchodu do budovy. K domu také stavebně patří dvoupatrová budova skladu navazující na dvůrní přístavbu směrem k Nise.
Většinu 20. století vedla před domem tramvajová trať mezi zastávkami Soukenné náměstí–Na Rybníčku, dnes přeložená do sousední Jánské ulice.

## Historie
Dům si nechala vystavět firma Demuth a synové v roce 1842 od libereckého stavitele A. F. Miksche jako vzorkovnu sukna a sídlo pro své kancelářské prostory. Místo bylo vybráno s ohledem na umístění jejich provozních budov ve vedlejším bloku nad regulovaným Harcovským potokem, dnes je to blok mezi ulicemi Hrazená a Barvířská.
Roku 1908 dům od firmy odkoupil Bohdan Zeliský, který přišel do Liberce z Jilemnice a otevřel si zde velkoobchod s textilem. Národnostní situace v Liberci byla tehdy jednoznačná, na území aglomerace žilo 66 tis. Němců a 5 tis. Čechů, ve městě nebyla jediná česká střední škola. Zeliský se rychle aktivně zapojil do činnosti českých menšinových sdružení, stal se tajemníkem spolku Česká beseda (od roku 1913 byl zhruba 8 let jeho předsedou). V bytě se scházela zejména česká společnost, pořádaly se hudební dýchánky. Na průčelí domu nalezly své místo vývěsky ostatních českých spolků – Sokola, Klubu českých turistů, Sportovního klubu Liberec, Československé socialistické mládeže. Jeho manželka Josefína Zeliská se stala předsedkyní ženského spolku Karolína Světlá.
Několik prvních let prováděl v domě stavební úpravy. Nejprve adaptoval kancelářské prostory v patře na šestipokojový byt, později do dvora vybudoval jednopatrovou přístavbu se sklady a vzorkovnou. V rámci těchto stavebních úprav projektovaných libereckým architektem Maxem Kühnem byl vchod do budovy přesunut z čela do nově budované přístavby. Hlavní vlasteneckou motivací bylo upravit přízemí domu tak, aby zde mohla sídlit filiálka České banky v Praze, což pozdržely obstrukce městských šovinistických německých úředníků.
V letech 1919–1925 využíval pohostinství rodiny Zeliských významný menšinový aktivista Josef Vinš, ředitel nově zřízeného Českého státního reformního reálného gymnasia v Liberci, první české střední školy ve městě. Vinš se aktivně zapojil do krajanských aktivit, v rámci České besedy zúročil své nadšení pro hudbu a zpěv. Za jeho nejvýznamnější počin je považováno inscenování Smetanovy opery Dvě vdovy v roce 1924 členy Dramatického sdružení studentského existujícího již dříve při České besedě. Vzhledem k tehdejší prostorové tísni spolku probíhala podstatná část zkoušek právě v domě Zeliských.
Když se velkoobchodu Zeliských koncem 20. let přestávalo dařit, byly prostory v přístavbě pronajímány úspěšnějším českým podnikatelům, např. školskému mecenáši a obchodníkovi Josefu Polívkovi. V roce 1928 dům převzala Frýdlantská banka a v roce 1936 Severočeská pojišťovna. Po roce 1945 dům obdržel pod národní správu kožešník Josef Blažej, který byt v patře proměnil na kožešnickou dílnu, pozdější součást družstva kožešníků Sobol. Dílna v patře i kožešnický obchod v přízemí v domě zůstaly až do 90. let 20. století. Pak dům přešel do soukromého vlastnictví manželů Lajtkepových a je dodnes využíván k maloobchodu. I po méně citlivých úpravách fasády a rozsáhlých přestavbách dvorní přístavby v Hrazené ulici dům zůstává jako pamětník klasicistní výstavby v dolním centru Liberce.